# 560 Delila
560 Delila este un asteroid din centura principală, descoperit pe 13 martie 1905, de Max Wolf.